# سیمین‌ماهی استوکل
سیمین‌ماهی استوکل (نام علمی: Stokellia anisodon) نام یک گونه از تیره سیمین‌ماهیان جنوبی است.